# JR 시코쿠 버스
JR 시코쿠 버스 주식회사(일본어: ジェイアール四国バス株式会社 ジェイアールしこくバス, 제이아르 시코쿠 버스[*])는 시코쿠의 버스 사업자의 하나로, 시코쿠 여객철도(JR 시코쿠)의 100% 자회사이다. JR 버스 안에서 끝까지 여객철도의 회사 직영 이었지만, 2004년 4월 1일에 분사되었다. 시코쿠에서 노선버스 3노선, 시코쿠에서 간토·게이한신 방면과 시코쿠 도시 사이의 고속도로 등을 중심으로 고속버스를 운행하고 있다. 한 때 전세버스 사업을 했으나 현재는 철수했다.

## 같이 보기
- JR 버스